# Kiro Gligorov
Kiro Gligorov (en macédonien : Киро Глигоров), né le 3 mai 1917 à Štip (aujourd'hui en Macédoine) et mort le 1er janvier 2012 à Skopje (Macédoine), est un homme d'État macédonien, premier président de la république de Macédoine.

## Biographie

### Origines
Kiro Gligorov est né à Štip en 1917, pendant la Première Guerre mondiale. Le territoire de la république de Macédoine, pris par la Serbie à l'Empire ottoman en 1912, était occupé par la Bulgarie depuis 1915. Son nom de famille illustre à lui-seul les changements de souveraineté que le pays a connu au XXe siècle : il s'est tour à tour appelé Panchev (nom bulgare), Grigorović (nom serbe), Grigorov (nom bulgarisé) et finalement, Gligorov (après la standardisation du macédonien en 1945).
Gligorov a suivi des études à la Faculté de droit de l'université de Belgrade et a commencé sa carrière en tant qu'avocat. Il a participé à la guerre de libération nationale de Macédoine à partir de 1941, ce qui lui a permis de progresser rapidement dans la hiérarchie communiste après la proclamation de la République socialiste de Macédoine en 1944.

### Vie politique yougoslave
Gligorov a passé une grande partie de sa vie à Belgrade, auprès des grandes instances yougoslaves. Il est ainsi ministre fédéral des finances de 1962 à 1967, vice-président du Conseil exécutif fédéral (gouvernement) de 1967 à 1969, membre de la Présidence collégiale de 1971 à 1972 et président de l'Assemblée fédérale de 1974 à 1978. Il est finalement revenu en Macédoine en 1989, peu avant les premières élections multipartites.

### Vie politique en Macédoine indépendante
Après les premières élections libres en novembre 1990 dans une Macédoine faisant encore partie intégrante de la Yougoslavie, Gligorov est élu par le Parlement président de la République socialiste de Macédoine, le 27 janvier 1991. Le pays change de nom officiel le 7 juin suivant et Gligorov prend le titre de président de la république de Macédoine. Il reste à son poste lors de la déclaration formelle d'indépendance le 8 septembre 1991. Après l'adoption d'une nouvelle Constitution, Gligorov se fait réélire au suffrage universel le 16 octobre 1994 et son deuxième mandat dure du 19 novembre 1994 au 19 novembre 1999.
Tout au long de ses deux mandats, il essaie de faire de son pays un îlot de stabilité dans les Balkans et d'entretenir des relations amicales avec son voisin grec. Gligorov doit en particulier gérer les demandes de la minorité albanophone à plus de pouvoir. Le 3 octobre 1995, Gligorov est victime d'une tentative d'assassinat dans la capitale Skopje et se retrouve paralysé. Stojan Andov, président du Parlement le remplace par intérim pendant sa convalescence. Gligorov reprend la plénitude de ses fonctions le 17 novembre 1995.
La succession de Gligorov se fait démocratiquement mais l'élection se déroule le 14 novembre 1999, seulement cinq jours avant l'expiration de ses pouvoirs. Le 19 novembre, il quitte ses fonctions et le président du Parlement Savo Klimovski devient alors chef de l'État par intérim. Un mois plus tard, Boris Trajkovski est proclamé élu après le rejet des recours de l'opposition contre son élection.

## Distinctions
- Grand officier de l'ordre du Mono (1976)[3]
- Grand-croix de l'ordre de l'Infant Dom Henri